# Massud I ibn Mahmud
Abu-Saïd Massud I ibn Mahmud Xihab-ad-Dawla Jamal-al-Mil·la o, més senzillament, Massud I ibn Mahmud (998-1040) fou sultà gaznèvida (1030-1040), fill del sultà Mahmud ben Sebuktegin.
El 1015 fou designat hereu presumpte (wali ahd) i nomenat governador d'Herat i el 1120 va dirigir una expedició contra l'enclavament encara pagà de Ghur. El 1029 quan Mahmud va annexionar l'emirat buwàyhida del Jibal i Rayy i va atacar als kakúyides d'Esfahan, Masud fou encarregat de les operacions.
Poc abans de morir, el 1030, Mahmud va canviar de parer i va designar hereu a un altre fill, Abu Ahmad Muhammad ibn Mahmud, tot i que amb relació a Masud tenia molt poca experiència. Al morir Mahmud (abril) fou proclamat Muhammad a Gazni però Masud I, governador d'Esfahan i Rayy, comandant de l'exèrcit, tenia el suport dels militars i el va enderrocar ràpidament. Masud va avançar cap a Gazni amb les tropes i va prendre el poder l'estiu del 1030. Muhammad fou cegat i empresonat.
Masud I, aficionat a la beguda, capritxos, poc diplomàtic i poc assenyat, va continuar les campanyes a l'Índia. El 1031 va intervenir en un conflicte successori al Makran (que era vassall dels gaznèvides) i el 1031 o 1032 va sotmetre el Kirman (que va perdre al cap de poc, 1033) mentre feia una expedició al Caixmir (1032/1033) i potser aprofitant la revolta del cap de les forces gaznèvides a Lahore, el general turc Ahmad Inaltigin contra el qual va designar al general hindú Tilak. La lluita va durar del 1033 al 1035. El 1032 va morir el xa de Coràsmia Altuntash, governador autònom gaznèvida a Coràsmia i la província de fet va quedar fora de l'imperi i esdevingué independent sense declarar el trencament. El turcmans principalment oghuz, ja no foren més controlats i sota la direcció de la família dels seljúcides van creuar l'Oxus i van avançar cap al sud. Els primers atacs a Harat i Farawa foren rebutjats (1033) però el 1034 van començar a devastar Khorasan i el 1035 la cavalleria turca va poder derrotar l'exèrcit gaznèvida manat pel hadjib Begtoghi, els homes del qual, encara que millor armats, tenien menys mobilitat, en la batalla de la plana de Nish (Nissa o Nesa).
El 1035 va refermar la seva autoritat al Gurgan i Tabaristan, on el sobirà vassall ziyàrida, Abu Kalidjar, portava dos anys d'endarreriment en el pagament del tribut. El 1036, ja en orde el Panjab, va dirigir una expedició contra Hansi i va deixar al front del govern del Panjab al seu fill Madjdud. El 1037 els seljúcides sota Čaghri Beg ja dominaven quasi tot Khorasan entrant finalment a Balkh (1037) i Nisahpur (1038). Masud estava ocupat a l'Índia i no va quedar lliure fins al 1039. Llavors va retornar a l'oest i va optar per fer un gran esforç contra els seljúcides, però fou derrotat decisivament per aquestos, manats per Toghril Beg I a l'estepa de Dandankan (o Dandanakan) el 23 de maig de 1040. El seljúcides van confirmar el seu domini de Khorasan i van fer perdre als gaznèvides les seves possessions a Pèrsia.
Espantat per la derrota i pensant que els seljúcides podien anar cap a Gazni, es va dirigir amb el tresor a la fortalesa de Marikala (moderna Marigala, situada en un pas en les muntanyes entre Attock i Rawalpindi), però després de travessar el riu Indus els seus soldats es van amotinar i el van deposar proclamant al seu germà ceg Muhammad ibn Mahmud (desembre de 1040). El fil d'aquest, Àhmad ibn Muhàmmad, el va fer assassinar a la presó de Gifr el gener del 1041.